# Milesia zamiel
Milesia zamiel är en tvåvingeart som beskrevs av Walker 1856. Milesia zamiel ingår i släktet Milesia och familjen blomflugor. Inga underarter finns listade i Catalogue of Life.